# Gupi (Abjasia)

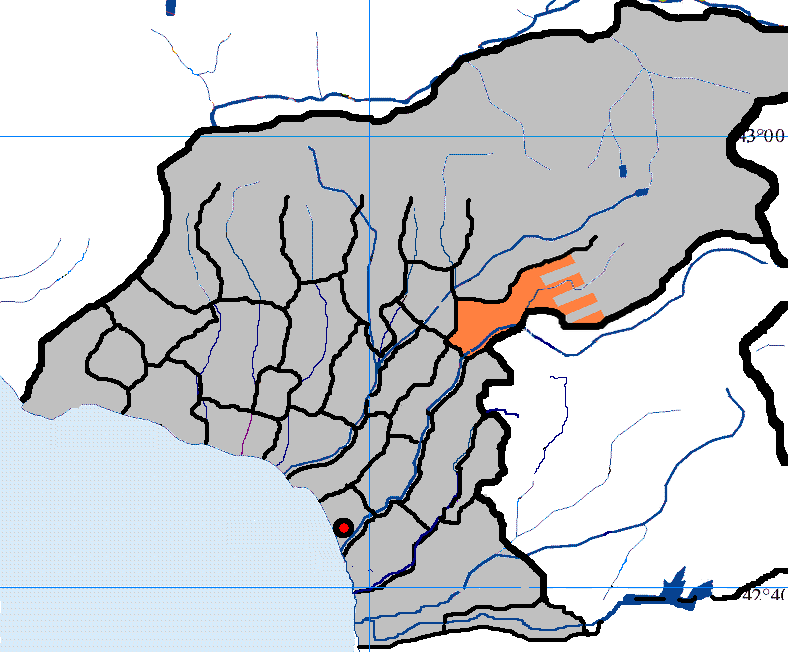
Mapa de ubicación de Gupi

Gupi (en georgiano: გუფი; en abjasio: Гәыҧ, romanizado: Gup) es un pueblo que pertenece a la parcialmente reconocida República de Abjasia, dentro del distrito de Ochamchira, aunque de iure es parte del municipio de Ochamchire de la República Autónoma de Abjasia de Georgia.

## Geografía
Gupi se encuentra en el margen derecho del río Galidzga, en una zona con abundancia de cuevas kársticas, y está a 14 km al norte de Ochamchire. Limita con las montañas del Cáucaso en el norte; con el pueblo de Tkvarcheli y la ciudad de Tkvarcheli, del distrito homónimo, al este; Tjina en el oeste; y también Akvaskia y Jali en el sur. Las aldeas de Agvavera, Ayampazra, Chatsvkiti y Padgu están bajo la administración del pueblo.

## Historia
Gupi perteneció a la región histórica de Abzhua, dentro del principado de Abjasia, donde los abjasios han sido siempre mayoría.
Después del establecimiento de la Unión Soviética, los bolcheviques abjasios comenzaron a exigir que, como parte de la reforma administrativa de la RASS abjasia en la década de 1930, reemplazando los antiguos distritos rusos del distrito, se establecieran nuevos límites entre los distritos de Ochamchire y Gali en una base etnolingüística. En el período de Stalin, los campesinos mingrelianos fueron reasentados desde el oeste de Georgia, donde posteriormente constituyeron la mayoría de la población hasta el final de la guerra entre Georgia y Abjasia. Durante la guerra de Abjasia (1992-1993), la aldea estaba controlada por guerrillas abjasias pero la aldea de Akuaski (al sur de Gupi) cambió repetidamente de manos, por lo que este territorio estuvo fuertemente minado.

## Demografía
La evolución demográfica de Gupi entre 1886 y 2011 fue la siguiente:
| 2023                                                | 2936 | 1984 | 1759 | 818 |
| (Fuente: Population of Abkhazia since Soviet times) |      |      |      |     |

La población ha disminuido un más de un 50% (la población que se fue era en su mayoría georgiana) tras la guerra de Abjasia. Durante toda la era soviética constituyeron la mayoría de la población los georgianos (incluidos mingrelianos) pero tras la guerra, son inmensamente mayoritarios los abjasios étnicos. 
|              | 2011      | 2011       |
| Grupo étnico | Población | Porcentaje |
| ------------ | --------- | ---------- |
| Georgianos   | 3         | 0,4%       |
| Abjasios     | 806       | 98,5%      |
| Rusos        | 8         | 1%         |
| Total        | 818       | 100%       |